# Олма-Шойська
Олма́-Шо́йська (рос. Олма-Шойская, марій. Руш Олма) — присілок у складі Куженерського району Марій Ел, Росія. Входить до складу Юледурського сільського поселення.

## Населення
Населення — 1 особа (2010; 5 у 2002).
Національний склад (станом на 2002 рік):
- росіяни — 100 %